# Kristiina Mäkelä

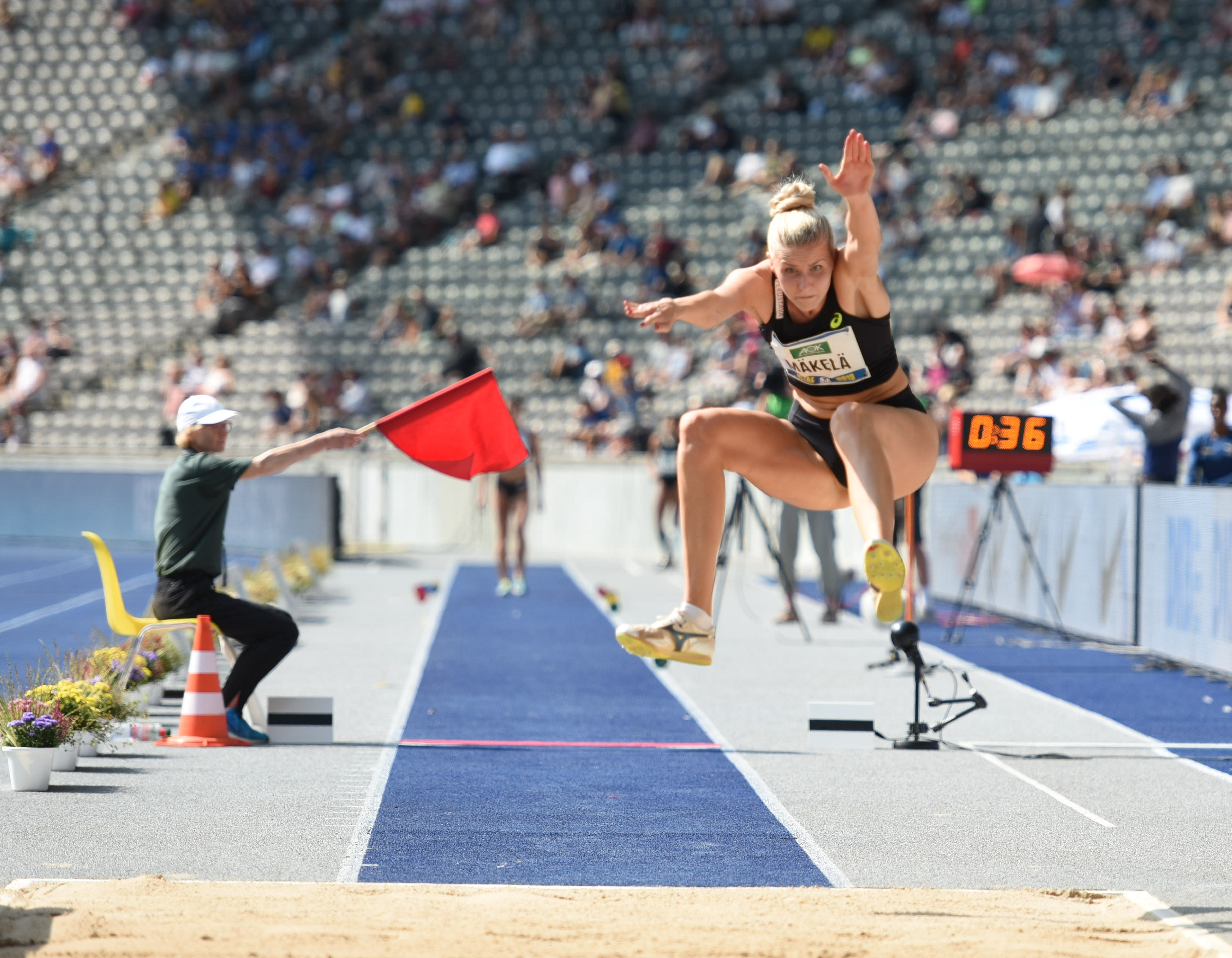
Mäkelä, 2019

Kristiina Mäkelä (ur. 20 listopada 1992) – fińska lekkoatletka specjalizująca się w trójskoku.
Międzynarodową karierę rozpoczęła w 2009 roku od siódmej lokaty na mistrzostwach świata juniorów młodszych i wywalczenia srebrnego medalu podczas letniego olimpijskiego festiwalu młodzieży Europy. Siódma zawodniczka mistrzostw świata juniorów w Moncton (2010). W 2011 została wicemistrzynią Europy juniorek. W 2016 była dziewiąta na mistrzostwach Europy oraz zajęła 12. miejsce w finałowym konkursie igrzysk olimpijskich w Rio de Janeiro, natomiast rok później była ósma na halowym czempionacie Starego Kontynentu w Belgradzie. Pierwszym międzynarodowym medalem zawodniczki było srebro wywalczone podczas mistrzostw Europy w Monachium (2022).
Wielokrotna złota medalistka mistrzostw Finlandii oraz reprezentantka kraju w meczach międzypaństwowych i drużynowych mistrzostwach Europy.
Okazjonalnie startuje w skoku w dal – w tej konkurencji zajęła m.in. dziesiątą lokatę na mistrzostwach Europy juniorów w 2011.
Rekord życiowy: stadion – 14,64 (19 sierpnia 2022, Monachium); hala – 14,38 (8 lutego 2019, Madryt). Obydwa rezultaty są aktualnymi rekordami Finlandii.

## Osiągnięcia
| Rok  | Impreza                                 | Miejsce        | Pozycja           | Wynik |
| ---- | --------------------------------------- | -------------- | ----------------- | ----- |
| 2009 | Mistrzostwa świata juniorów młodszych   | Bressanone     | 6. miejsce        | 13,03 |
| 2009 | Olimpijski festiwal młodzieży Europy    | Tampere        | 2. miejsce        | 13,14 |
| 2010 | Superliga drużynowych mistrzostw Europy | Bergen         | 11. miejsce       | 12,76 |
| 2010 | Mistrzostwa świata juniorów             | Moncton        | 7. miejsce        | 13,26 |
| 2011 | Mistrzostwa Europy juniorów             | Tallinn        | 2. miejsce        | 13,67 |
| 2015 | Halowe mistrzostwa Europy               | Praga          | 8. miejsce        | 13,66 |
| 2015 | Superliga drużynowych mistrzostw Europy | Czeboksary     | 7. miejsce        | 13,88 |
| 2015 | Mistrzostwa świata                      | Pekin          | el. – 13. miejsce | 13,83 |
| 2016 | Halowe mistrzostwa świata               | Portland       | 6. miejsce        | 14,07 |
| 2016 | Mistrzostwa Europy                      | Amsterdam      | 9. miejsce        | 13,95 |
| 2016 | Igrzyska olimpijskie                    | Rio de Janeiro | 12. miejsce       | 13,95 |
| 2017 | Halowe mistrzostwa Europy               | Belgrad        | 8. miejsce        | 13,73 |
| 2017 | Mistrzostwa świata                      | Londyn         | el. – 16. miejsce | 13,92 |
| 2018 | Halowe mistrzostwa świata               | Birmingham     | 16. miejsce       | 13,73 |
| 2018 | Mistrzostwa Europy                      | Berlin         | 9. miejsce        | 14,01 |
| 2019 | Halowe mistrzostwa Europy               | Glasgow        | 6. miejsce        | 14,29 |
| 2019 | Superliga drużynowych mistrzostw Europy | Bydgoszcz      | 5. miejsce        | 14,10 |
| 2019 | Mistrzostwa świata                      | Doha           | 12. miejsce       | 13,99 |
| 2021 | Halowe mistrzostwa Europy               | Toruń          | 6. miejsce        | 14,23 |
| 2021 | Igrzyska olimpijskie                    | Tokio          | 11. miejsce       | 14,17 |
| 2022 | Halowe mistrzostwa świata               | Belgrad        | 9. miejsce        | 14,14 |
| 2022 | Mistrzostwa świata                      | Eugene         | 9. miejsce        | 14,18 |
| 2022 | Mistrzostwa Europy                      | Monachium      | 2. miejsce        | 14,64 |
| 2023 | I dywizja drużynowych mistrzostw Europy | Chorzów        | 5. miejsce        | 13,68 |
| 2023 | Mistrzostwa świata                      | Budapeszt      | el. – 18. miejsce | 13,88 |
| 2024 | Halowe mistrzostwa świata               | Glasgow        | 12. miejsce       | 13,47 |
| 2024 | Mistrzostwa Europy                      | Rzym           | el. – 14. miejsce | 13,76 |